# 住吉 (草加市)
住吉（すみよし）は、埼玉県草加市の町名。現行行政地名は住吉一丁目および二丁目。郵便番号は340-0014。

## 地理
草加市中央部の沖積平野に位置する。西は東武伊勢崎線を挟んで氷川町、南は高砂、東は稲荷、北は神明に隣接する。地区の東部で伝右川や綾瀬川が流れる。
草加宿が所在する一丁目は商業地域となっており商店、商家などが立ち並ぶ。その東部に位置する二丁目は第二種中高層住居専用地域となっており、主に住宅地となっている。

## 歴史
- 1931年（昭和6年） - 耕地整理の実施に伴ない、大字東立野、大字谷古宇、大字南草加、大字北草加、大字吉笹原、大字宿篠葉の各一部から草加町字住吉町が成立[4]。
- 1958年（昭和33年）11月1日 - 市制が施行され、同時に草加町字住吉町から町名としての草加市住吉町が成立[4]。
- 1966年（昭和41年）4月1日 - 第1次住居表示の実施に伴ない[5]、[4]、住吉町・手代町・東町の各一部から住吉一丁目・二丁目が成立[6]。

## 世帯数と人口
2017年（平成29年）10月1日現在の世帯数と人口は以下の通りである。
| 丁目       | 世帯数    | 人口    |
| ---------- | --------- | ------- |
| 住吉一丁目 | 949世帯   | 1,922人 |
| 住吉二丁目 | 779世帯   | 1,724人 |
| 計         | 1,728世帯 | 3,646人 |

## 小・中学校の学区
市立小・中学校に通う場合、学区は以下の通りとなる。
| 丁目       | 番地 | 小学校             | 中学校             |
| ---------- | ---- | ------------------ | ------------------ |
| 住吉一丁目 | 全域 | 草加市立草加小学校 | 草加市立草加中学校 |
| 住吉二丁目 | 全域 | 草加市立草加小学校 | 草加市立草加中学校 |

## 交通

### 鉄道
町内に鉄道は存在しない。東武伊勢崎線（東武スカイツリーライン）草加駅が最寄駅となる。

### 道路
- 東京都道・埼玉県道49号足立越谷線 - 一丁目と二丁目の境界を縦断している。
- 旧日光街道

## 施設

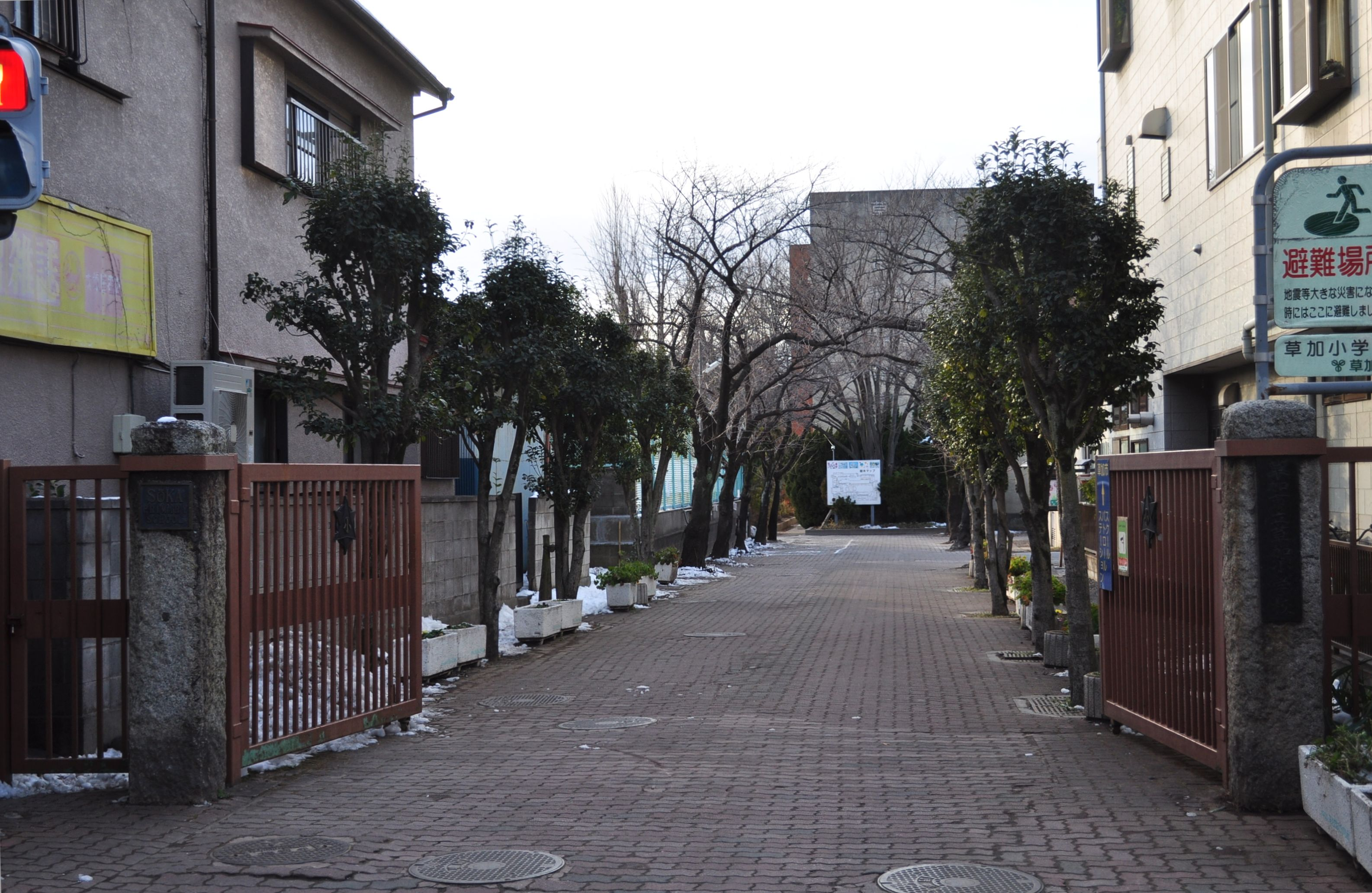
草加市立草加小学校正門（2018年1月26日撮影）

- 草加市立草加小学校
- 草加市立歴史民俗資料館
- 草加市立中央公民館
- 草加住吉郵便局
- ルミ幼稚園